# Kópavogur
Kópavogur (em islandês  PRONÚNCIA) é uma cidade e o segundo maior município da Islândia em população. Encontra-se imediatamente ao sul de Reiquiavique e faz parte da Região da Capital. O brasão da cidade contém o perfil da igreja Kópavogskirkja com um filhote de foca embaixo.

A Grande Reiquiavique é composta pelo município de Reiquiavique e mais seis outros municípios em seu redor - Reiquiavique, Kópavogur, Hafnarfjördur, Gardabaer, Mosfellsbaer e Seltjarnarnes e Kjósarhreppur.

A Grande Reiquiavique.

Kópavogur é em grande parte formada por áreas residenciais, mas possui áreas comerciais e também muita atividade industrial e de seviços. O edifício mais alto da Islândia, a Torre Smáratorg, está localizado no centro de Kópavogur.

## História
Kópavogur é historicamente significante na Islândia como o local da reunião de 1662 em Kópavogur. Este evento marcou a incorporação total da Islândia no Reino da Dinamarca e Noruega quando, em nome do povo islandês, o Bispo Brynjólfur Sveinsson e Árni Oddsson, um advogado, assinaram um documento confirmando que a introdução da monarquia absoluta por Frederico III da Dinamarca-Noruega também se aplicava a Islândia.
Kópavogur também é um dos locais mais importantes da Islândia nas lendas urbanas islandesas sobre o Povo Oculto; também aparece no mesmo patamar de importância no filme Sumarlandið de 2010, onde a Pedra Grásteinn é retratada como uma casa de duendes no município de Kópavogur.
Um município independente, Kópavogur é adjacente a Reiquiavique, capital da Islândia.

## Geografia

### Clima
Kópavogur tem um clima de tundra (Et), com uma temperatura média anual de 4,3°C e 1.419mm de pluviosidade. Na cidade, o verão é curto, frio e parcialmente nublado e o inverno é longo, muito frio, chuvoso, ventoso e nublado. Ao longo do ano, a temperatura varia entre -2°C e 14°C, raramente abaixo de -8°C ou acima de 17°C. A temporada morna dura 2,9 meses, de 10 de junho a 6 de setembro, quando há um máxima média de temperatura acima de 11°C. A temporada fria dura por 4,9 meses, de 8 de novembro a 4 de abril, quando há uma máxima média abaixo de 4°C. O mês mais frio é janeiro, com uma temperatura média de -1,3°C, enquanto o mais quente é julho, com uma média de 11,6°C.
As estações mais chuvosas são o outono e o inverno, sendo os meses com mais chuva setembro (141mm), dezembro (137mm) e janeiro (135mm). Os meses menos chuvosos são junho (86mm), julho (94mm) e maio (98mm). Há uma média de 14 dias de chuva em março, 13 em janeiro, fevereiro, abril, setembro e dezembro e 12 em maio, junho, julho, agosto, outubro e novembro. Há aproximadamente 20 dias com geada em janeiro e dezembro (meses com mais dias de geada) e nenhum em julho (mês com menos dias de geada). Neve geralmente ocorre entre setembro e maio, sendo esses os meses com menos dias de neve (0,1). Os meses com mais dias de neve são janeiro e fevereiro (6,5), março e dezembro (6) e novembro (3).

## Património
A cidade dispõe de um património turístico e cultural, onde pode ser destacado:

- Igreja de Kópavogur (islandês: Kópavogskirkja; com uma cúpula moderna)
- Museu de Arte de Kópavogur (islandês: Gerðarsafn; museu construído em memória do escultor Gerðar Helgadóttur, exibe arte contemporânea)

## Desporto
A cidade é sede do clube Breiðablik UBK, mais conhecido como Breiðablik ou UBK Kopavogur.

## Pessoas notáveis
- Sverrir Ingi Ingason (nascido em 1993), jogador de futebol
- Eiður Guðjohnsen (nascido em 1978), jogador de futebol
- Emilíana Torrini, cantora
- Hafþór Júlíus Björnsson, atleta de força profissional

## Cidades-irmãs
A cidade é germinada com:

- Tasiilaq, Groenlândia
- Klaksvík, Ilhas Faroé
- Mariehamn, Finlândia
- Norrköping, Suécia
- Odense, Dinamarca
- Tampere, Finlândia
- Trondheim, Noruega
- Wuhan, China

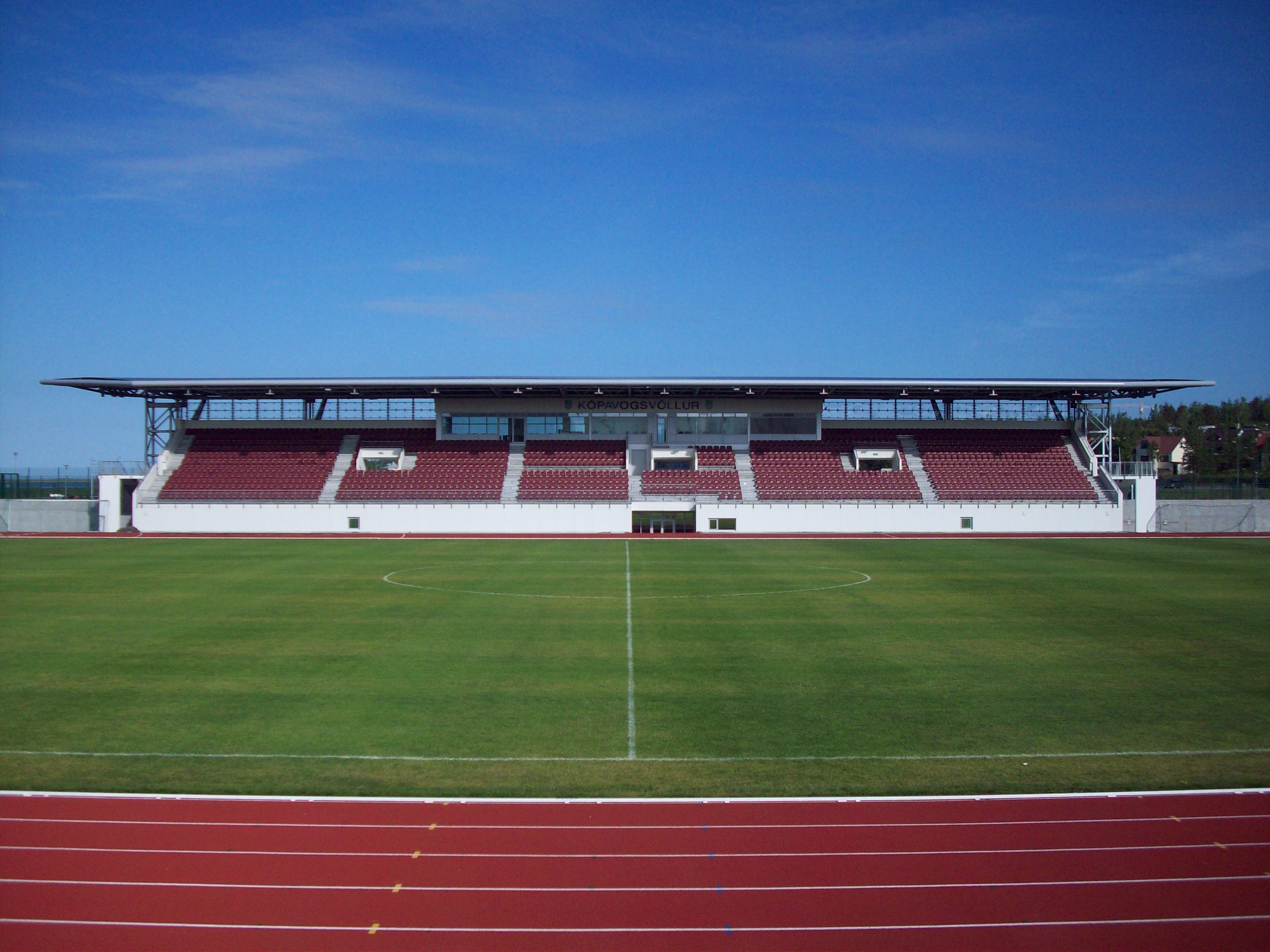
O estádio desportivo Kópavogsvöllur stadium
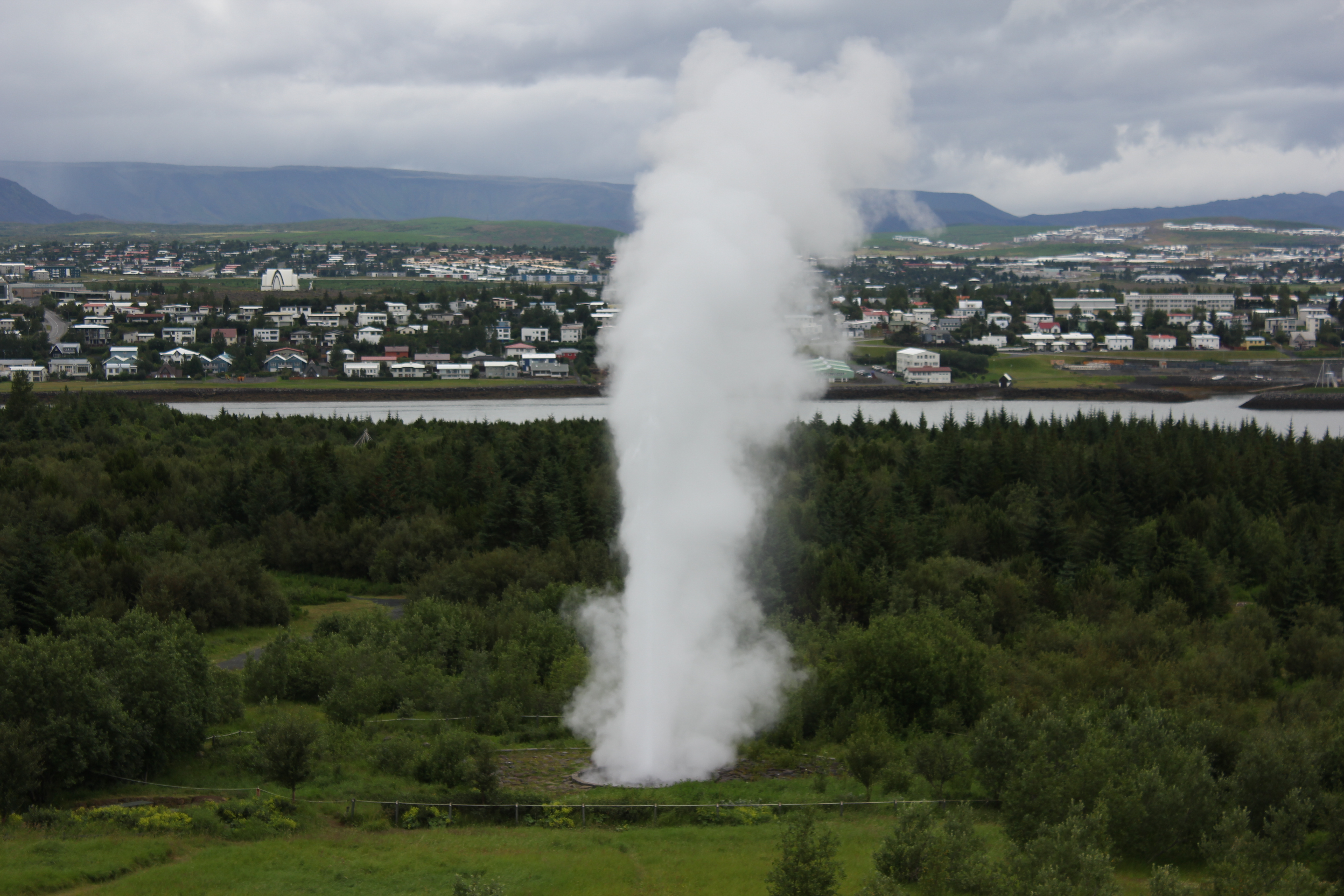
Gêiser artificial
A igreja de KópavogurA igreja de Kópavogur
Smáratorg Tower, o edifício mais alto da cidadeSmáratorg Tower, o edifício mais alto da cidade